# Nakajima ES 210
Nakajima ES 210 (ES 210) је био преносиви рачунар, производ фирме Накаџима (Nakajima) који је почео да се израђује у Јапану током 1992. године.
Користио је Z80 као централни микропроцесор а RAM меморија рачунара ES 210 је имала капацитет од 64 KB. 
Као оперативни систем кориштен је едитор текста, дневник, калкулатор, адресар, серијски терминал у ROM.

## Детаљни подаци
Детаљнији подаци о рачунару ES 210 су дати у табели испод.
|                       |                                                                  |
| [ 1 ]                 |                                                                  |
| Произвођач            | Накаџима                                                         |
| Тип                   | преносиви рачунар                                                |
| Меморија              | 64 KB                                                            |
| Поријекло             | Јапан                                                            |
| Година                | 1992                                                             |
| Тастатура             | Пуни помак, 64 тастера                                           |
| Процесор              |                                                                  |
| Фреквенција процесора |                                                                  |
| RAM                   | 64 KB                                                            |
| ROM                   | непознато                                                        |
| Текст                 | 80 знакова x 8 линија                                            |
| Графика               | 480 x 64 пиксела                                                 |
| Боја                  | плаво-сиви приказ, монитор са текућим кристалом                  |
| Звук                  | мали звучник                                                     |
| Димензије             | 29,5 (ширина) x 21 (дубина) x 2,8 (висина) / 1                   |
| Портови               |                                                                  |
| Оперативни систем     | едитор текста, дневник, калкулатор, адресар, серијски терминал у |